# 제임스 듀발

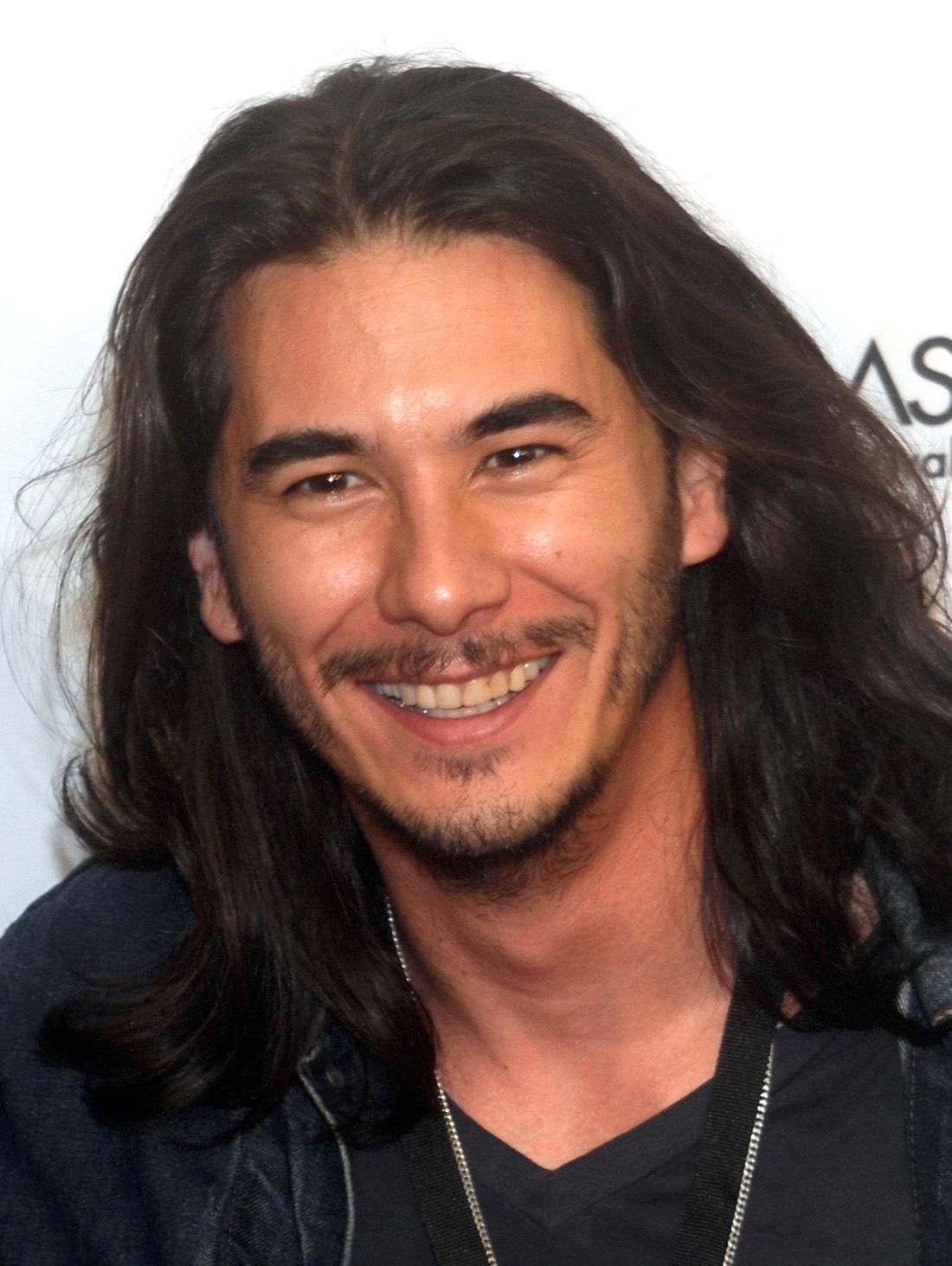

제임스 듀발(James Duval, 1972년 9월 10일 ~ )은 미국의 배우, 음악가, 기타 연주자이다.
디트로이트에서 태어났다.

## 영화
- 더 소저너 (2019년)
- 더 콜러 (2018년)
- 달링 니키 (2018년) - 에단 역
- 제니퍼 그래이슨 실종 사건 (2017년)
- 갈릭 앤 건파우더 (2017년)
- Beast Mode (2020)
- 스프레딩 다크니스 (2017년) - 마크 역
- 더 블랙 룸 (2016년)
- 씨티 리미츠 (2016년)
- 아메리칸 로맨스: 블러디 허니문 (2016년)
- 막시 (2015년)
- 에피타이츠 (2015년)
- 테일즈 오브 할로윈 (2015년)
- 더 스패로우: 네스팅 (2015년)
- 셧 업 앤 드라이브 (2015년)
- 헤라클레스:전설의부활 (2014년)
- 윈도우 리커 (2013년)
- 올 투게더 나우 (2013년) - 제크 역
- 스토커 (2013년) - 카를로 역
- 데드 씨 (2013년)
- 몬도 홀로커스토! (2013년) - 나초 역
- 블루 드림 (2013년) - 로버트 하몬 역
- 아메리칸 걸즈 (2013년) - 브라이언 팔머 역
- 룩 앳 미 (2012년) - 프랭크 역
- 프리 샘플즈 (2012년) - 안토니오 역
- 스시 걸 (2012년) - 프란시스 역
- 하우 투 윈 언 (오스카) 어워드 (2011년)
- 앨리스 (2011년) - 빈스 역
- 터치백 (2011년) - 로드리게스 역
- 씨시 (2011년)
- 플레이백 (2010년) - 클락 역
- 에브리씽 윌 해픈 비포 유 다이 (2010년)
- 카붐 (2010년)
- 2 듀즈 앤드 어 드림 (2009년)
- 코너! (2008년)
- 이블루션 (2008년)
- 아트 오브 트래블 (2008년)
- 써틴 오어 소 미니츠 (2008년)
- Toxic (2008)
- 더 패시픽 앤 에디 (2007년)
- 커쉬 (2007년)
- 매드 카우걸 (2006년) - 티에리 역
- 로만 (2006년)
- 체이싱 고스트 (2005년)
- 베니스 언더그라운드 (2005년)
- 스탠딩 스틸 (2005, Standing Still)
- 오프 하우스 (2004년) - 조엘 로드먼 역
- 프로그-그-그! (2004년)
- 메이 (2002년) - 블랭크 역
- 도니 다코 (2001년) - 프랭크 역
- 어디에도 있지 않다 (2000년)
- 식스티 세컨즈 (2000년) - 프레브 역
- 고 (1999년) - 싱 역
- 스탬프 앤 딜리버 (1998년)
- 잔인한 달을 만드는 법 (1998년)
- SLC 펑크! (1998, SLC Punk!)
- 미드나잇 클라운 (1998년)
- 어디에도 없는 영화 (1997년) - 다크 역
- 인디펜던스 데이 (1996년) - 미구엘 캐시 역
- 둠 제너레이션 (1995년)
- 엠부시 오브 고스트 (1993년)
- 완전히 엿먹은 (1993년)